# 谷藤正三
谷藤 正三（たにふじ しょうぞう、1914年1月6日 - 2004年6月3日）は、日本の建設官僚。元北海道開発事務次官。工学博士（京都大学、1949年）（学位論文「路盤に関する土質力学的研究」）。秋田県河辺郡浜田村（のちの秋田市）出身。

## 略歴
- 旧制県立秋田中学校（のち秋田県立秋田高等学校）四年修了、弘前高等学校卒業。
- 1936年（昭和11年）：京都帝国大学工学部土木工学科卒業
- 1939年（昭和14年）：内務省土木試験所内務技師
- 1949年（昭和24年）11月22日：京都大学より工学博士の学位を受く（学位論文「路盤に関する土質力学的研究」）。
- 1956年（昭和31年）11月：建設省関東地方建設局建設専門官
- 1957年（昭和32年）6月：建設省常総国道工事事務所長
- 1957年（昭和32年）10月：建設省中部地方建設局企画部長
- 1958年（昭和33年）6月：建設省関東地方建設局道路部長
- 1959年（昭和34年）6月：建設省道路局国道課長
- 1961年（昭和36年）11月：建設省土木研究所長
- 1962年（昭和37年）：土質工学会副会長
- 1962年（昭和37年）8月：建設省都市局長
- 1963年（昭和38年）10月：総理府首都圏整備委員会事務局長
- 1964年（昭和39年）7月：北海道開発事務次官
- 1965年（昭和40年）7月：退官
- 1965年（昭和40年）9月：日本大学教授
- 1969年（昭和44年）：土質工学会功労章受章
- 1970年（昭和45年）：土質工学会会長
- 1984年（昭和59年）：勲二等旭日重光章受章
- 2004年（平成16年）6月3日：死去。叙正四位[1]